# Frączkowo
Frączkowo [pronunciación en polaco: /frɔnt͡ʂˈkɔvɔ/] (Alemán Fritzendorf) es un pueblo ubicado en el distrito administrativo de Gmina Barciany, dentro del Condado de Kętrzyn, Voivodato de Varmia y Masuria, en Polonia del norte, cercano a la frontera con el Óblast de Kaliningrado de Rusia. Se encuentra aproximadamente a 8 kilómetros al noroeste de Barciany, a 23 kilómetros al norte de Kętrzyn, y a 76 kilómetros al noreste de la capital regional Olsztyn.
Antes de 1945, el área fue parte de Alemania (Prusia Oriental).